# Epidemisjukhuset, Motala

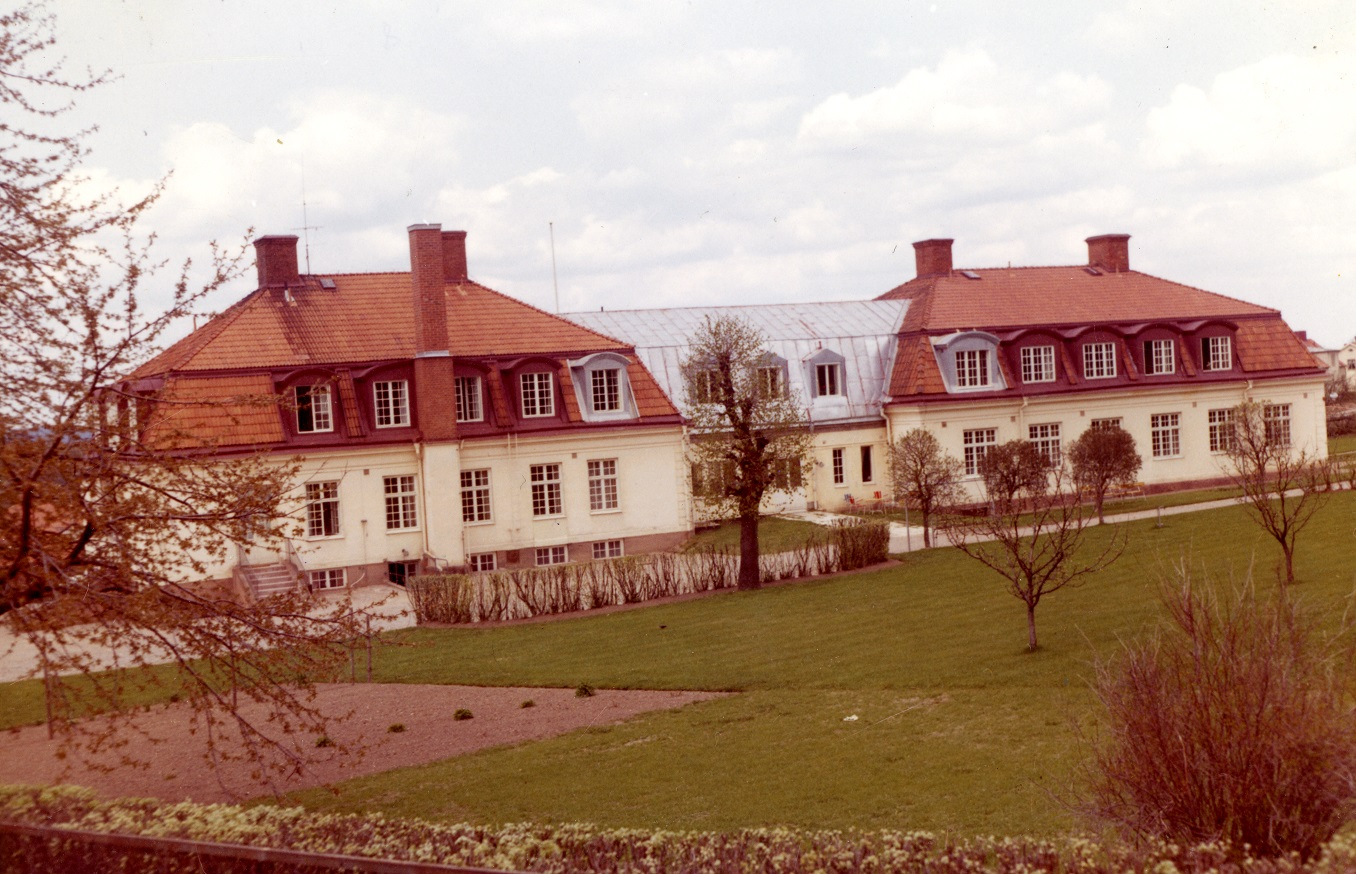
Epidemisjukhuset i Motala

Epidemisjukhuset i Motala var ett epidemisjukhus som bedrev sin verksamhet mellan åren 1915–1957. Sjukhuset låg på Sveavägen i Motala.  Huset finns kvar där även idag och Brinkens vårdcentral har sin verksamhet och bedriver primärvård i byggnaden. 

## Historik
År 1857 kom direktiv att Sveriges kommuner skulle bygga ut vården för att bekämpa epidemiska sjukdomar. År 1919 kom en ny epidemilag vilken innebar att Motala skulle ingå i Östergötlands läns landstings epidemidistrikt. Motala kommun hade tidigare haft en kommunal epidemistuga, men beslut togs att det skulle byggas nytt epidemisjukhus. Motalas epidemiområde var då (1920): Motala landskommun, Västra Stenby landskommun, Varvs landskommun, Styra landskommun, Asks landskommun, Vinnerstads landskommun, Västra Ny landskommun, Ekebyborna landskommun, Brunneby landskommun, Fornåsa landskommun, Lönsås landskommun och Kristbergs landskommun.

Under 1920-talet började man begränsa epidemisjukvårdsverksamheten och endast nio sjukhus av de totalt femton epidemisjukvårdsinrättningarna skulle få fortsätta sina verksamheter. Motala var en av de nio som fick fortsätta med sin epidemivård. De övriga sex skulle finnas som reserver vid ett eventuellt ökat behov. 1932 beslutade landstinget om ytterligare nerläggningar och flera av sjukhusen upphörde med sina verksamheter. I slutet av 1930-talet var Östergötlands epidemisjukvård koncentrerad till Linköping, Finspång, Söderköping och Motala. 1954 beslöt landstinget att lägga ned de tre sistnämnda och kvar fanns alltså för Östergötlands del, Centralepidemisjukhuset i Linköping med sina 136 platser.

## Arkivhandlingar
Regionarkivet i Östergötland har arkivet för Epidemisjukhuset i Motala med handlingar från 1915-1957. Arkivet innehåller bland annat: styrelseprotokoll, korrespondens, verifikationer och patientjournaler.